# گول‌باشی
گول‌باشی (به ترکی استانبولی: Gölbaşı) شهری است در کشور ترکیه که در استان آدیامان واقع شده‌است. جمعیت این شهر بر اساس سرشماری سال ۲۰۰۸ میلادی ۲۷٬۰۸۷ نفر و بر اساس برآوردهای سال ۲۰۰۹ میلادی ۲۷٬۱۸۱ نفر می‌باشد.